# Abraham Badu-Tawiah
Pour les articles homonymes, voir Badu.
 (juin 2023).
Abraham Badu-Tawiah est un chimiste ghanéen, qui est professeur agrégé de chimie à l'Université d'État de l'Ohio. Ses recherches portent sur le développement de la spectrométrie de masse pour la détection de maladies. En 2017, il a reçu le prix Arthur F. Findeis de l'American Chemical Society et en 2020 une bourse de recherche Sloan.

## Formation
Badu-Tawiah vient du Ghana rural. Il était l'un des trois diplômés d'une classe de 500 élèves du secondaire qui ont ensuite fréquenté l'université. Il a obtenu son baccalauréat et sa maîtrise à l'Université des sciences et technologies Kwame-Nkrumah. En 2005, il s'installe aux États-Unis, où il rejoint le laboratoire de R. Graham Cooks (en) à l'Université Purdue pour étudier la chromatographie en phase liquide à haute performance,. Là, il a étudié les réactions dans les spectromètres de masse et a commencé à rechercher si cet environnement unique pouvait être utilisé pour la synthèse. Pendant son séjour à Purdue, Badu-Tawiah a reçu plusieurs bourses de recherche, notamment les bourses d'innovation Andrews et Lilly,. En 2012, Badu-Tawiah a rejoint l'Université Harvard où il a travaillé dans le laboratoire de recherche de George Whitesides. Là, il a développé des systèmes à base de papier capables d'effectuer une reconnaissance moléculaire. En particulier, Badu-Tawiah a cherché à développer des plateformes macrofluidiques capables d'analyser des biomarqueurs spécifiques. Malheureusement, les enzymes nécessaires à la détection des biomarqueurs sur les plateformes papier ne sont pas stables et nécessitent un stockage soigneux.

## Recherche et carrière
Badu-Tawiah a été nommé professeur adjoint à l'Université d'État de l'Ohio en 2014. Ses recherches portent sur de nouvelles techniques de spectrométrie de masse pour la détection de maladies. La spectrométrie de masse offre plusieurs avantages par rapport aux plateformes macrofluidiques, car elles restent stables. Pour ce faire, il utilise des sondes ioniques clivables qui peuvent être utilisées pour effectuer des immunodosages. Ces sondes peuvent être attachées à des anticorps et montées sur un substrat flexible pour un dépistage sans réfrigération. Il a utilisé de l'encre de cire pour tracer le contour des canaux de l'appareil, formant une barrière étanche qui sépare qui capture et stocke en toute sécurité l'échantillon de sang. Badu-Tawiah a travaillé sur des dispositifs pouvant permettre la détection précoce du paludisme et du virus Zika. En 2016, il a démontré que ces tests de diagnostic simples étaient capables de diagnostiquer avec précision si une personne était infectée par le paludisme jusqu'à un mois après le prélèvement de sang, et que les patients pouvaient les envoyer par courrier aux laboratoires de recherche. Parallèlement au diagnostic du paludisme, les tests sont capables d'identifier les antigènes cancéreux marqueurs des cancers du gros intestin,.
Parallèlement à la détection des maladies, Badu-Tawiah travaille sur de nouveaux dispositifs analytiques pour le dépistage photo- et électro-catalytique,.

## Prix et distinctions
- Prix de début de carrière du Département de l'Énergie des États-Unis 2016 [9]
- Prix de recherche 2017 de l'American Society for Mass Spectrometry (en) [5]
- 2017 Eli Lilly Young Investigator Award in Analytical Chemistry [10]
- Prix Arthur F. Findeis de l'American Chemical Society 2017 [11]
- 2018 American Society for Mass Spectrometry Faces of Mass Spectrometry [1]
- Bourse de recherche Sloan 2020 [12],[13]

## Publications (sélection)
- Müller, Badu‐Tawiah et Cooks, « Accelerated Carbon-Carbon Bond-Forming Reactions in Preparative Electrospray », Angewandte Chemie International Edition, vol. 51, no 47,‎ 2012, p. 11832–11835 (ISSN 1521-3773, PMID 23042619, DOI 10.1002/anie.201206632)
- Badu-Tawiah, Eberlin, Ouyang et Cooks, « Faculty Opinions recommendation of Chemical aspects of the extractive methods of ambient ionization mass spectrometry. », Annual Review of Physical Chemistry, vol. 64,‎ 2016, p. 481–505 (PMID 23331308, DOI 10.1146/annurev-physchem-040412-110026)
- « Direct Biofluid Analysis Using Hydrophobic Paper Spray Mass Spectrometry », Analytical Chemistry,‎ 2016 (DOI 10.1021/acs.analchem.5b04278.s001, lire en ligne)